# Ивайло Попов
Ивайло Попов е бивш български футболист, вратар.

## Биография
Роден е във Варна на 30.12.1973 г. Юноша на Черно море, като преминава през всички възрастови формации на „моряците“. Неизменен титуляр е на вратарския пост и в националните гарнитури за всички възрасти, с изключение на мъжкия национален отбор. Освен в родния си клуб се състезава и за отбора на Шумен, с който участва в турнира за Купата на УЕФА. В Шумен играе заедно с футболисти като Божидар Искренов, Пламен Гетов, Сашо Димов и др. Прекратява футболната си кариера през 1998 г. в разцвета на силите си. По-късно е професионален футболен съдия в Б група.